# Under bøgen
"Under bøgen" er en dansk rocksang, udgivet på albummet Er du hjemme i aften fra 1978 med Gnags, skrevet af gruppens medlemmer. Sangen blev også udgivet på singleplade som bagside til albummets titelsang og har lagt titel til en af gruppens opsamlingsalbum fra 1988. "Under bøgen" er et af gruppens største hits, som de fortsat spiller til koncerter mere end 40 år efter udgivelsen, og som af Peter Deleuran og Jan Knus er beskrevet som "det nærmeste Gnags er kommet en nationalsang".
"Under bøgen" er en af de 12 evergreens, der kom med i kulturkanonen.

## Sangteksten
Sangen er uhyre simpel, idet den består af to næsten ens vers (kun et navn er skiftet ud) på hver først 6 linjer, med to grupper på hver 3 ens opbyggede linjer. Der er rim på linjerne 2 og 5, og linjerne 3 og 6 er ens ("på bænken under bøgen"). Efter de 6 første, lidt længere linjer følger yderligere 2 + 2 korte linjer, hvor det første linjepar rimer, mens der afsluttes med "Åh ja ja / man ser så klart sådan en forårsdag".
Indholdsmæssigt skitserer sangen en afslappet situation, hvor han sidder på en bænk under en bøg, måske på en lille plads i en by, og nyder forårssolen, hvorpå først en, senere en anden af vennerne kommer og slutter sig til ham, mens den nytilkomne konstaterer, at det da er meget hyggeligt sådan at mødes uden noget formål.

## Melodi
Melodien er rytmisk markeret i en firedelt taktart i et godt tempo. Den holdes mest i en traditionel tonika-dominant-subdominant-durrundgang, idet der dog i de to næstsidste linjer skiftes til mol, ind de to sidste linjer igen går i dur.

## Originaludgave
Gnags' originale indspilning er holdt næsten akustisk og får med den simple melodi et næsten folk-agtigt præg. Ud fra albummets covernoter må man gå ud fra, at rollerne på denne indspilning er fordelt sådan,  Peter A.G. Nielsen synger for, Per Chr. Frost og Jacob Riis-Olsen spiller akustiske guitarer, Henning Stærk mundharmonika, Jens G. Nielsen percussion, mens alle, også gruppens sidste medlem Ivan Sørensen, bidrager med korsang og håndklap i det omfang, det er muligt. Koret synger specielt de to næstsidste linjer i versene og ligger ellers diskret og akkompagnerer forsangeren meget af tiden.
Gennem tiden har gruppen til koncerter varieret sangen i stort omfang, så den måske bedre passer med det lydbillede, de har på spilletidspunktet. For eksempel har besætningen i perioder været udvidet med en blæsersektion, der bidrager med en større lyd. Til koncerterne inddrages publikum typisk også, idet den simple sang indbyder til fællessang.

## Andre versioner
"Under bøgen" er tilsyneladende ikke indspillet af andre end Gnags, men på Internettet kan man finde flere amatører (eller referencer hertil), der spiller den. Også professionelle musikere har fremført sangen offentligt, blandt andet de aarhusianske musikerkolleger til Gnags, Steffen Brandt og Thomas Helmig til en koncert i Aarhus Festuge 2012.